# Штурбабин, Валерий Викторович
Валерий Викторович Штурбабин (укр. Валерій Вікторович Штурбабін; род. 1 июля 1959, Баку) — советский и украинский спортсмен и тренер; Мастер спорта СССР, Заслуженный тренер Украины (2003), Заслуженный работник физической культуры и спорта Украины (2008); кандидат педагогических наук.

## Биография
Родился 1 июля 1959 года в Баку, Азербайджанская ССР.
Спортом занимался с 1970 года, стал мастером спорта СССР по фехтованию. В 1976 году окончил школу и поступил на педагогический факультет Азербайджанского государственного института физической культуры им. С. М. Кирова, который окончил в 1981 году. По окончании вуза работал тренером по фехтованию.
Затем в 1990 году переехал на Украину и работал в Нетишинской КДЮСШ с 1991 по 2006 годы. В 2002—2003 годах был директором Нетишинского ДЮСШ. За время своей тренерской работы подготовил 11 мастеров спорта Украины, 3 мастера спорта Украины международного класса, 4 заслуженных мастера спорта Украины по фехтованию, среди которых плеяда чемпионов и призеров чемпионатов Украины, Европы и мира. После победы двух его воспитанниц на XXIX Олимпийских играх в Пекине (Галина Пундик и Ольга Жовнир), Валерию Штурбабину было присвоено звание «Заслуженный работник физической культуры и спорта Украины». Также в числе его воспитанниц — Дарья Недашковская.
Старший тренер сборной команды Украины по фехтованию (сабля), работник в Хмельницкой областной школе высшего спортивного мастерства.

### Семья
Его жена — Ольга Штурбабина и старший сын Вадим (род. 1982) — также стали Заслуженными тренерами Украины по фехтованию. В семье растут еще два сына — Олег (род. 1984, тренировался у отца) и Сергей (род. 1986).

## Заслуги
- В. В. Штурбабину присвоено звание «Почётный гражданин города Нетишин».[4]
- В 2016 году он был удостоен ордена «За заслуги» 3-й степени.[5]